# Лажец
Лажец (на македонска литературна норма: Лажец; на албански: Luzeç; на гръцки: Λάζετς, Лазец) е село в община Битоля на Северна Македония.

## География
Селото се намира в областта Пелагония, на 16 km южно от Битоля, непосредствено до границата с Гърция. Край селото има манастирска църква „Света Петка“.

## История
В сиджили на Битолския кадилък се описва нападение на хайдути от Буф над къщата на Иляш бег в Лажец през 1657 година. Иляш бег и неговият гост, брат му Дервиш са измъчвани от хайдутите преди съселяните им да успеят да прогонят хайдутите.
В XIX век Лажец е село в Битолска кааза на Османската империя. Църквата „Свети Димитър“ е от 1861 година. В „Етнография на вилаетите Адрианопол, Монастир и Салоника“, издадена в Константинопол в 1878 година и отразяваща статистиката на населението от 1873 година, Лачец (Latchetz) е посочено като село с 26 домакинства и 80 жители българи в Леринска каза.
През ноември 1866 година австро-унгарският вицеконсул в Битола Петер Окули пише, че построената 5 години по-рано църква в българското село Лашец (Laschetz) е опожарена и разрушена от местните мюсюлмани. И преди опожаряването последните многократно изразявали несъгласие със строежа, като нанасяли щети или пречели на богослуженията. От сведения за посегателства върху църквата през 1872 година може да се съди за продължаването на религиозния конфликт в селото.
Според статистиката на Васил Кънчов („Македония. Етнография и статистика“) от 1900 година Лажецъ има 740 жители, от тях 340 българи християни и 400 арнаути мохамедани.
На Етнографската карта на Битолския вилает на Картографския институт в София от 1901 година Лажец е смесено село българи, албанци и власи в Битолската каза на Битолския санджак със 70 къщи.
Цялото население на селото е гъркоманско под върховенството на Цариградската патриаршия. По данни на секретаря на Българската екзархия Димитър Мишев („La Macédoine et sa Population Chrétienne“) в 1905 година в Лажец има 360 българи патриаршисти гъркомани и в селото функционира гръцко училище.
По време на българското управление на Вардарска Македония през Първата световна война Лажец е част от Велушка община в Битолска селска околия и има 441 жители.
В 1953 година селото има 1220 жители. Населението намалява вследствие на емиграция към Битоля, Турция, Швеция и презокеанските земи.
Според преброяването от 2002 година селото има 302 жители самоопределили се както следва:
| Националност     | Всичко |
| северномакедонци | 161    |
| албанци          | 135    |
| турци            | 0      |
| роми             | 0      |
| власи            | 0      |
| сърби            | 4      |
| бошняци          | 0      |
| други            | 2      |

## Личности
Родени в Лажец
- Никола Неделков (Николаос Неделкос), гръцки агент на гръцка андартска чета в Македония[11]
- Тодор Байрактаров (? – 1902), български революционер
- Светислав Ристич (1920 – 1944), югославски партизанин и деец на НОВМ

Починали в Лажец
- Ангел Антов Мутин, български военен деец, поручик, загинал през Първата световна война[12]
- Иван Стефанов Кисьов, български военен деец, майор, загинал през Първата световна война[13]
- Петър Иванов Стоянов, български военен деец, подпоручик, загинал през Първата световна война[14]